# Wells Fargo Tower (Birmingham)
Der Wells Fargo Tower ist ein 34 Stockwerke zählender, 138 Meter hoher Büroturm in Birmingham im US-Bundesstaat Alabama. Als er 1986 fertiggestellt wurde, diente er als Hauptsitz der Bank SouthTrust, die zu dieser Zeit auch der Namensgeber des Gebäudes (SouthTrust Tower) war. Im Jahr 2005 wurde der Turm in Wachovia Tower umbenannt, nachdem das Unternehmen Wachovia mit SouthTrust fusioniert hatte. Seit September 2010 trägt das Gebäude den aktuellen Namen Wells Fargo Tower, nachdem Wells Fargo Wachovia aufgekauft hat. Seither befindet sich das Logo am oberen Teil des Gebäudes.
Geplant wurde das Gebäude vom Architektenbüro Skidmore, Owings and Merrill in Kooperation mit Giattina, Fisher & Aycock. Brice Building Company war der Bauherr des Projektes. Seit seiner Fertigstellung war es das höchste Gebäude der Stadt und des Bundesstaates. Diesen Titel hielt das Gebäude bis 2006, als es vom RSA Battle House Tower in Mobile überboten wurde.
Obwohl die Anwaltskanzlei Burr & Forman größter Mieter ist, wurde das Gebäude nach der Wells Fargo Bank benannt, welche das Gebäude als regionalen Hauptsitz nutzt.